# Крамер, Стефани
Стефани Крамер (англ. Stepfanie Kramer, род. 6 августа 1956) — американская телевизионная актриса, наиболее известная благодаря роли Ди Ди Маккол в сериале NBC «Хантер», где она снималась с 1984 по 1990 год. Будучи исполнительницей ведущей женской роли, Крамер покинула сериал после шести сезонов, чтобы заняться карьерой в качестве композитора.
Крамер родилась и выросла в Лос-Анджелесе, штат Калифорния. В конце 1970-х она начала свою карьеру, и до роли в «Хантер» появлялась в сериалах «Старски и Хатч», «Остров фантазий», «Династия» и «Тихая пристань». На регулярной основе она снималась в недолго просуществовавшем ситкоме NBC We Got It Made (1983-84). В 1990-х Крамер продолжила телевизионную карьеру, играя главные роли в сделанных для телевидения фильмах. В начале 2000-х она повторила свою роль Ди Ди Маккол в двух сделанных для телевидения фильмах-спин-оффах сериала, которые послужили для одноимённого сериала-возрождения, длившегося лишь три эпизода весной 2003 года. В последние годы она появилась в «C.S.I.: Место преступления» и «Тайный круг».